# Neighbours (chanson)
Singles de The Rolling Stones
Waiting on a Friend / Little T&A
(1981) Going to a Go-Go (live)
(1982)
Clip vidéo
[vidéo] « «Neighbours» », sur YouTube
Pistes de Tattoo You
Black Limousine
(5) Worried About You
(7)
Neighbours est une chanson du groupe de rock britannique The Rolling Stones parue d'abord le 24 août 1981 sur l'album Tattoo You, puis en avril 1982 sur le single Hang Fire aux Etats-Unis.

## Historique et description
Écrite par Mick Jagger et Keith Richards, Neighbours est remarquable pour être l'une des deux chansons de Tattoo You qui ne provient pas de sessions d'enregistrement antérieures. Elle est enregistrée entre octobre et novembre 1980, et en avril et juin 1981 aux studios Pathé-Marconi à Paris, en France, et aux Atlantic Studios à New York.
La chanson parle des voisins de Keith Richards dans un immeuble situé à Manhattan. Dans une interview avec le guitariste en 1981, il déclare ce qui suit : « Patti et moi avons été expulsés de l'appartement à New York. Mick a écrit des paroles à ce sujet – et il n'a jamais eu de problème avec les voisins… J'ai le don de trouver tout un immeuble plein de gens sympas, vous savez, mais il y avait ce couple pas cool… Neighbours est la première chanson que je pense réellement que Mick a écrit pour moi. C'est un de mes souhaits qu'il écrive cela."
Le clip de la chanson était basé sur le film d'Alfred Hitchcock, Fenêtre sur cour (1954).
Neighbours a été interprété en concert par les Stones lors de des tournées américaines et européennes promotionnelles de Tattoo You (1981-1982). Elle est réapparu pour des concerts sur le Licks Tour (2003), avec une performance qui a été enregistrée et publiée sur l'album live Live Licks.

## Personnel
Crédités:
- Mick Jagger: chant
- Keith Richards: guitare électrique, chœurs
- Ron Wood: guitare électrique
- Bill Wyman: basse
- Charlie Watts: batterie
- Ian Stewart: piano
- Sonny Rollins: saxophone